# 凯法利尼亚战役
凯法利尼亚战役是拜占庭帝国与阿格拉布王朝舰队在希腊西海岸的凯法利尼亚进行的海战，这场战役是拜占庭获得的一次重大胜利，也是中世纪罕见的夜间海战之一。
880年，一支来自伊夫起亚的阿格拉布王朝的舰队闯入拜占庭帝国海域并袭击了希腊的西海岸，11世纪的希腊历史学家约翰·斯基里泽斯记载其由60艘“极其巨大”的舰船组成，袭击了伊奥尼亚群岛的扎金索斯岛和凯法利尼亚岛。当这次突袭的消息传到拜占庭的首都君士坦丁堡后，一支由新任帝国舰队司令纳萨尔领导的舰队被派遣前去迎战，由于顺风，舰队很快就到达了希腊南端的迈索尼港，但由于不少舰船上的划桨手因惧怕即将发生的战斗而组成小队逃跑，使得舰队不得不停止前进。因此纳萨尔被迫在迈索尼停留，从伯罗奔尼撒军区前来支援的地方军队使他的舰队恢复了实力。与此同时，纳萨尔将此事件告知了拜占庭皇帝巴西尔一世，后者迅速抓捕了这些逃兵。为了恢复舰队其余人员的纪律，巴西尔一世选取了30名萨拉森人战俘，用煤烟遮盖他们的容貌，并在君士坦丁堡竞技场公开鞭打他们，随后将他们送至迈索尼并假装将其处决。
阿格拉布王朝舰队得知拜占庭舰队不愿与他们交战后变得盲目自信。船员们离开他们的船只，毫无顾忌地对海岸区域进行抢劫，所以当纳萨尔的舰队抵达当地时，他们对此毫无准备，因此拜占庭人在夜间袭击中将其轻松歼灭了。根据约翰·斯基里泽斯的记载，当他们的船被点燃后许多人死在了船上。历史学家约翰·普赖尔（John Pryor）和伊丽莎白·杰弗里斯（Elizabeth Jeffreys）写道，纳萨尔在夜间袭击的决定“非常大胆”，因为黑暗“使得战术操纵变得不可能，结果也不可预测”。因此，海上的夜战非常罕见。在获得此次胜利后，纳萨尔的舰队驶往南意大利去支援在普罗科皮奥斯（Prokopios）和利奥·阿波斯提佩斯（Leo Apostyppes）领导下作战的军队。在当地，他袭击了西西里，并在随后发生的斯特莱战役中再次击败阿格拉布王朝的舰队，随后回到了君士坦丁堡。